# Una pallottola per Roy
Una pallottola per Roy (High Sierra) è un film del 1941 diretto da Raoul Walsh.

## Trama
Roy Earle, un rapinatore professionista in prigione da diversi anni, viene improvvisamente graziato dal governatore. Ad organizzarne il rilascio è stato un anziano gangster, Big Mac, che pianifica di rapinare un lussuoso resort in California, avvalendosi proprio dell'esperienza di Roy. Uscito di prigione, Roy fa un lungo viaggio in macchina per andare a incontrare quelli che saranno i suoi complici: Red e Babe, due rapinatori al loro primo grosso colpo, la ragazza che li accompagna, Marie, e l'addetto alla reception del resort, Louis Mendoza.
Il coinvolgimento della ragazza nel colpo non lo convince affatto e chiede ai due ragazzi di rimandarla a casa, tuttavia dopo una discussione, Roy si convince e la fa partecipare al colpo. Ai rapinatori si aggrega anche un cagnolino, Pard, che Algernon, il tuttofare del campo in cui soggiornano, ha preso con sé. Nel periodo in cui si studia il colpo e si attende che le casse del resort si riempano di contanti e pietre preziose, Marie si innamora di Roy, non corrisposta. Roy durante il precedente viaggio in macchina, aveva conosciuto Velma, una giovane ragazza con un piede equino, e i suoi due nonni. Innamoratosi della ragazza, Roy si offre di pagare l'operazione chirurgica al piede, nonostante il nonno di lei lo avverta che la ragazza è già fidanzata. Mentre è in convalescenza per l'operazione, Roy chiede a Velma di sposarlo, ma lei si rifiuta, dicendogli che ama il suo fidanzato, Lon.
Giunta la sera del colpo, il gruppo si reca al resort, ma le cose non vanno come dovrebbero per via di una guardia di sicurezza che li interrompe durante la rapina. Roy si ferisce la guardia e riesce a scappare con Marie in auto, ma Mendoza, Red e Babe, a bordo di un'altra automobile, si schiantano, dopo aver sbagliato strada. Red e Babe muoiono sul colpo, ma Mendoza viene catturato e la polizia lo interroga. Roy e Marie arrivano a Los Angeles coi gioielli, ma giunti all'albergo di Big Mac, Roy scopre che questi è da poco morto d'infarto e che Kranmer, un ex-poliziotto, ha preso le redini dell'operazione. Kranmer tenta di costringere Roy a dargli i gioielli, e per farlo lo minaccia con la pistola, Roy riesce però a sparargli e ad ucciderlo.
Sulla strada del ritorno, Roy si ferma a casa di Velma per un'ultima volta, visto che aveva promesso di vederla camminare normalmente. Qui la vede insieme al suo fidanzato Lon, e disgustato dal comportamento che hanno i due, dopo un breve alterco, lascia la casa di Velma e si disinnamora definitivamente di lei. In seguito, si reca dall'uomo indicatogli da Big Mac e consegna a lui i gioielli, ma viene a sapere che per essere pagato dovrà aspettare ancora un po', si fa quindi dare una piccola somma, prende un anello dalla refurtiva, lo regala a Marie, dichiarandole il suo amore e va a nascondersi in un motel con lei e il cane Pard.
Dopo qualche giorno passato al motel, Roy decide che per Marie è più sicuro partire per Las Vegas da sola, lui la passerà a prendere da lì dopo essere stato pagato. Tuttavia la polizia scopre l'identità del rapinatore del resort, e pubblica il volto di Roy sui giornali, i due quindi devono affrettarsi: Marie, insieme al cagnolino, parte in autobus per Las Vegas e Roy, inseguito dalla polizia, per via di una serie di blocchi stradali, è spinto a raggiungere in auto una zona di alta montagna. Alla fine, è costretto dalle circostanze a raggiungere a piedi un anfratto tra i dirupi per nascondersi e qui viene assiedato dalle forze dell'ordine.
Marie, alla radio sente la cronaca dell'assedio di Roy e decide di andare da lui, qui viene riconosciuta da un reporter e presa in custodia dalla polizia. I poliziotti cercano di persuaderla a urlare a Roy di scendere e arrendersi, ma lei rifiuta, convinta che Roy preferirebbe piuttosto morire che ritornare in prigione. Pard, sentendo Roy urlare contro la polizia, va verso Roy abbaiando. L'uomo oramai sfinito dall'assedio, lo sente e nella speranza di rivedere Marie, esce allo scoperto. Un cecchino, mandato ore prima ad arrampicarsi su una cima, gli spara, uccidendolo e facendolo precipitare di sotto.
Marie assiste inorridita alla scena, e raggiunge il corpo di Roy, seguita dai poliziotti e da Pard. Scortata via dalla polizia, si allontana con in braccio Pard, provando un po' di conforto al pensiero che Roy è oramai "libero" e non dovrà mai più affrontare la prigione.

## Riconoscimenti
Nel 1941 il National Board of Review of Motion Pictures lo ha inserito nella lista dei migliori dieci film dell'anno.

## Critica
Gaetano Carancini sul Radiocorriere del 29 maggio 1961: "Il film che ha troppo scoperti intenti moralisti (si conclude infatti ribadendo il concetto che il delitto non rende ma si paga) è nonostante tutto, notevole, oltre la sceneggiatura di John Huston e l'abile regia di Walsh, esso possiede, particolarmente nel finale, qualche cosa di epico. E la interpretazione è veramente eccellente, anche per quel che riguarda l'inimitabile e sensibile attrice (ora passata alla regia) che è Ida Lupino. Accanto a Bogart sono Joan Leslie e Alan Curtis".